# Lara López (escritora)
Lara López (Cádiz, 1967) es una escritora, periodista y DJ española. Profesional de la radio estatal desde la década de 1990, directora de Radio 3 en el periodo del 30 aniversario de dicha emisora, así como de Los Conciertos de Radio 3 entre 2008 y 2012.

## Radio Nacional de España

### Radio Nacional
Dirigió y presentó el espacio Venga la Vida y colaboró en El gallo que no cesa y Solamente una vez. De 2012 a 2019, He venido aquí a hablar de lo mío, en el que contaba con profesionales de RTVE e invitados del mundo de la cultura. Entre 2012 y 2014, el emblemático espacio de entrevistas Siluetas. Hasta julio de 2007 coordinó el programa La Plaza dirigido por Beatriz Pécker en Radio 1, donde en la temporada 2004/2005 fue subdirectora y presentadora del informativo El Suplemento, dirigido por Guillermo Orduna.

### Radio 3
Desde mayo de 2008 y hasta julio de 2012 fue directora de Radio 3, de Radio Nacional de España, emisora en la que ha dirigido y presentado programas desde 1987. Desde 1996 hasta 2020 fue la directora-presentadora del programa Músicas Posibles programa que se emite en la actualidad los fines de semana en Radio Nacional (sábados y domingos de 06 a 07 a. m.). Su nombre ha estado vinculado a diferentes espacios: de 2002 a 2004 Música es tres; de 2000 a 2001, Peligrosamente juntas; entre 1996 y 1998 fue presentadora y redactora del programa Siglo 21; entre 1993 y 1996 condujo Música por 3 y entre 1987 y 1993 presentó Diálogos 3, un programa dirigido por Ramón Trecet. Como presentadora y redactora o asesora musical, aparece en diferentes programas especiales: Metrópolis (88) (dirigido por Alejandro G. Lavilla), Caja de música (91), Me traes de cabeza (92), Los Mejores del '92, Los Mejores del '93, Especial Cantautores Xacobeo '93, Atlántica 95, Atlántica 96, Festival de Jazz de Madrid, Canción do Camino o Especial Suzanne Vega.

### Radio 5
Hasta 2018 dirigió y presentó junto a Javier Hernández el informativo El Suplemento de Radio Cinco. Entre 1995 y hasta 2006 condujo espacios como Las Músicas Posibles, Las músicas del mundo y Las otras músicas en Radio 5 Todo Noticias.

### Radio Clásica
Dirigió y presentó el espacio Cartografías. 

## Televisión y otros proyectos
Su carrera radiofónica ha discurrido de manera paralela a la televisiva. De 1999 a 2003, fue la subdirectora de Los Conciertos de Radio 3, dirigido por Paco Pérez Bryan, programa que dirigió nuevamente entre 2008 y 2012. Fue asesora musical del programa Un Mundo de Música, dirigido por Patricia Ferreira, en TVE. En esa misma cadena, entre 2005 y 2006 fue subdirectora del programa Carta Blanca, dirigido por Santiago Tabernero.
Entre 1997 y 2000, fue presentadora y reportera de la revista cultural La Mandrágora dirigida por Félix Romeo, y del programa musical Música NA, conducido por Ramón Trecet (1989/1991), además de colaboradora del programa de música clásica Los Conciertos de La 2.
Asimismo, presentó en Telemadrid la agenda cultural semanal Ciudad Abierta, dirigida por Juanjo Guerenabarrena (1994/1996). Ha sido asesora de Womex 05 y del Mercat de Música Viva de Vic" en varias ediciones.
Narradora de la versión en castellano del álbum El hombre que plantaba árboles, un relato de Jean Giono, con música de Paul Winter. Ocasionalmente, ha colaborado con El País, El Sol, El Mundo, Batonga, Leer, Voice, Cosmopolitan y Nueva Música.

## Proyección internacional
Desde 2003 es miembro permanente del Panel de Especialistas Musicales de las Radios Públicas Europeas (European World Music Charts). En 2004 fue invitada a guionizar y presentar el especial Spain, Don’t touch that dial! de BBC Radio 3, en cuya web aparece su Spanish guide y donde ha sido invitada a los espacios World Routes con Lucy Durán y Saturday Night de Charlie Gillet en diferentes ocasiones. 

## Obra literaria
- Derivas (Prensas Universitarias de Zaragoza, 2020).
- Insectos (Papeles Mínimos, 2017).
- Óxido (Xordica Editorial, 2004).

## Enlaces
- Lara López official website